# Грейс Мугабе
Грейс Мугабе (на английски: Grace Mugabe) (моминско име Маруфу, на английски: Marufu) е втората съпруга на президента на Зимбабве Роберт Мугабе.
Тя е бивша секретарка на Роберт Мугабе и има от него две деца. Женитбата се състои на 17 август 1996 в колежа Кутама, някога посещаван от самия Мугабе. Говорител на католическия архиепископ Патрик Чакайпа, ръководил церемонията, заявява, че диоцезът не вижда препятствие пред венчавката, макар принципно католическата църква да разрешава само един брак. Грейс Мугабе си навлича прякора „Първи купувач“ заради своите многобройни и разточителни потребителски действия в европейски магазини. 
През ноември 2007 възглавява делегация на зимбабвийските жени в Китайската Народна Република и се среща с високопоставения държавник Гу Сюлен. Тя заявява, че развитието и стабилността на КНР ще бъдат благотворни за Африканското и всемирно развитие. Двете дами желаят да задълбочат дружбата между Зимбабве и КНР. 
По време на президентските избори в Зимбабве през май-юни 2008, когато Роберт Мугабе изостава от Морган Цвангирай на първия тур, но спечелва на втория, Грейс Мугабе отбелязва по отношение на противника на съпруга си, че „Цвангирай само ще слуша за вида на Президентския дворец отвътре от хората, които вече са били там.“ Нарича своя съпруг с умалителното „Баба“ 